# Macarostola phoenicaula
Macarostola phoenicaula är en fjärilsart som först beskrevs av Edward Meyrick 1934.  Macarostola phoenicaula ingår i släktet Macarostola och familjen styltmalar.
Artens utbredningsområde är Fiji. Inga underarter finns listade i Catalogue of Life.